# Klaus-Dieter Feige
Klaus-Dieter Feige (* 30. September 1950 in Parchim) ist ein ehemaliger deutscher Politiker. Während der Friedlichen Revolution aktiv, war er 1990 Landessprecher der Grünen Partei in der DDR sowie 1994 bis 2000 von Bündnis 90/Die Grünen Mecklenburg-Vorpommern und vom 20. Dezember 1990 bis 10. November 1994 (eine Wahlperiode) Mitglied des Deutschen Bundestages.
Feige bestand 1969 die Abiturprüfung an der EOS in Parchim und absolvierte danach ein Mathematik-Studium an der Universität Rostock, das er 1973 mit Diplom abschloss. 1980 promovierte er. Ab 1975 war er als Gruppenleiter für Programmierung und später Abteilungsleiter Rechentechnik im Forschungszentrum für Tierproduktion der Akademie der Landwirtschaftswissenschaften der DDR tätig. Seit 1998 führt K.-D. Feige ein Planungsbüro für faunistische, speziell avifaunistische Fachfragen.
1989 war er Gründungsmitglied der Grünen Partei in der DDR und der erste Sprecher des Landesvorstands für Mecklenburg und Vorpommern. 1990 vereinigte sich die Grüne Partei der DDR mit den Grünen.
1996–1998 gehörte er dem Bundesvorstand von Bündnis 90/Die Grünen an. Seit 2003 ist Feige Vorsitzender der Ornithologischen Arbeitsgemeinschaft Mecklenburg-Vorpommern (OAMV) mit mehr als 450 Mitgliedern.
Seit 2004 ist er Mitglied in kommunalen Gremien, so auch Vorsitzender des Umweltausschusses des Kreistages Parchim. 2012 verließ Feige wegen zunehmender Entfernung der Partei von seinen Wertvorstellungen Bündnis 90/Die Grünen.